# Klooster van Stuben
Het Klooster Stuben (Kloster Stuben) was van 1137 tot 1802 een augustijner vrouwenstift bij Bremm aan de Moezel in de Duitse deelstaat Rijnland-Palts. Van de meerdere gebouwen die het klooster rijk was bleven slechts de buitenmuren van de kerk over, die 45 meter lang en 10 meter breed is.

## Locatie
De ruïne van de stiftskerk ligt op een schiereiland bij Bremm aan de Moezel. Het voormalige kloosterterrein beslaat het grootste deel van de wijngaarden en landerijen bij Bremm.

## Geschiedenis
De stichting van het stift in de eerste helft van de 12e eeuw gaat terug op de augustijner koorheren van Springiersbach. De edelman Egelolf schonk toen op verzoek van zijn dochter Gisela delen van zijn bezit op de landtong bij Bremm om er een klooster te stichten. Zijn dochter Gisela werd de eerste abdis van het klooster, dat 100 dames uit de adelstand huisvestte.
Het klooster werd eerst sorores de insula beati Nicolai in Stuppa genoemd, hetgeen "zusters op het Sint-Nicolaas-eiland in Stuben" betekent. De woorden Stupa respectievelijk stuba hadden oorspronkelijke betrekking op "te verwarmen ruimten" (stuben) of kleine huizen waar de zusters woonden. Al in 1146 werd begonnen met de bouw van een kleine kloosterkerk, die na de voltooiing aan de heilige Nicolaas gewijd.
In 1208 schonk ridder Hendrik van Ulmen het klooster een waardevolle staurotheek met een Byzantijns dubbelkruis waarin zich een 7 mm. dun fragment van het Ware Kruis bevindt. De relieken had de ridder van de vierde kruistocht (1202-1204) vanuit Constantinopel meegebracht. Sindsdien bezochten vele pelgrims het klooster.
Ter verering van het relikwie werd omstreeks 1275 een Kruiskapel gebouwd. Ondanks de tegenspoed vond er in de jaren 1685-1687 laatgotische nieuwbouw van de kloosterkerk en de Kruiskapel plaats. Wegens zedelijk verval liet keurvorst Clemens Wenceslaus in 1788 het adellijk stift openstellen voor niet-adellijke nonnen. Met de komst van de Franse troepen werd het klooster in 1794 opgeheven. De kloostergebouwen werden in 1820 voor de afbraak verkocht.
De staurotheek vonden met andere relikwieën een veilige plek op de rechterkant van de Rijn. Later schonk de hertog van Nassau-Weilburg de staurotheek samen met andere relikwieën van Trier (o.a. de Ottoonse Petrusstaf) aan het nieuw opgerichte bisdom Limburg, waar de staurotheek zich tegenwoordig in het museum van het bisdom bevindt. Sinds 1959 staat het relikwie in het middelpunt van het door bisschop Wilhelm Kempf (1949-1981) ingestelde Kruisfeest.